# Chêne de Napoléon
Le chêne de Napoléon est un chêne pédonculé situé à Dorigny dans le canton de Vaud en Suisse, planté en 1800, selon la légende, en souvenir du passage en revue à Saint-Sulpice de ses troupes par Napoléon Bonaparte.

## Histoire
L'âge de ce chêne a pu être déterminé par dendrochronologie. Il a pu être établi qu'il a germé vers 1778 dans un lieu inconnu, probablement proche de son emplacement actuel. Le 12 mai 1800, Napoléon Bonaparte, passant par Lausanne, inspecte ses 40 000 hommes à Saint-Sulpice. Étienne-François-Louis de Loys, alors possesseur de la grande propriété domaniale de Dorigny, aurait planté cet arbre en souvenir de cet événement. Le chêne est alors âgé de 22 ans. Il restera dès lors au même emplacement et sera maintenu lors de l'implantation de l'université de Lausanne à Dorigny, cette institution prenant même cet arbre comme emblème,.

## Caractéristiques
Lors de sa transplantation en 1800, ce chêne avait un diamètre de 15 cm à une hauteur de 1,30 m. 224 ans plus tard, la circonférence de la grume est de 6,75 m et la hauteur de l'arbre est de 35 m.
Une étude de son ADN a été entreprise en 2014 dans le cadre d'un projet participatif soutenu par le Fonds national suisse de la recherche scientifique. Il possède près de 49 000 gènes et plus d'un milliard de nucléotides. Son séquençage a montré que l'arbre le plus célèbre du campus a accumulé étonnamment peu de mutations génétiques.